# NK Vrgorac
Nogometni klub Vrgorac (NK Vrgorac; Vrgorac) je bio nogometni klub iz Vrgorca, Splitsko-dalmatinska županija.

## O klubu
Klub je osnovan 1984. godine kao sekcija pri Sportskom društvu Vrgorac. Klub se natjecao u Općinskoj ligi Ploče-Metković-Vrgorac. 
 
Klub nije imao domaće igralište, nego je utakmice igrao u Ljubuškom, a posljednje sezone na igralištu Rastok u Velikom Prologu.

## Poveznice
- Vrgorac